# Ucel
Ucel é uma comuna francesa na região administrativa de Auvérnia-Ródano-Alpes, no departamento de Ardèche. Estende-se por uma área de 5,54 km². Em 2010 a comuna tinha 2 106 habitantes (densidade: 380,1 hab./km²).